# Агапит Синадски
Агапит Синадски (грч. Αγαπητος Συναου) је хришћански светитељ, епископ Синадски прослављен у лику исповедника.

## Биографија
Рођен је у Кападокији, у хришћанској породици, у време владавине царева Диоклецијана и Максимијана.
Као млад се замонашио и убрзо се прочуо као усрдан и предан монах. Цар Лициније је сазнао да Агапит има велику телесну снагу, и наредио да га изведу из манастира и против његове воље приружио његовој гарди. Током прогона хришћана под царем Лицинијем, био је рањен копљем, али је преживео.
Након смрти цара Лицинија, Константин Велики отпустио је Агапита из војне службе и он се вратио монашком животу. Након неког времена, епископ града Синада рукоположио је Агапита у презвитерски чин. После смрти епископа, свештенство и грађани изабрали су Агапита за новог епископа синадског.
Умро је у Синади у дубокој старости. Прослављн је у лику исповедника.
Православна црква помиње светог Агапија 18. фебруара по јулијанском календару.